# Halver
Halver est une ville d'Allemagne située en Rhénanie-du-Nord-Westphalie.

## Jumelages
- France, Hautmont
- Israël, Pardess-Hanna
- Suède, Katrineholm